# Sinjska Alka
La Sinjska alka è un torneo cavalleresco che si tiene ogni prima domenica di agosto nella città di Signo dal 1715 per commemorare la vittoria sugli Ottomani.

I punteggi dellAlka: le sezioni in basso garantiscono un punto, quella in alto due, l'anello centrale tre punti.

Alka è anche il nome del bersaglio utilizzato nel torneo: è fatto di due anelli concentrici collegati da tre barre poste a 120° l'una dall'altra. L'oggetto è appeso ad una fune collocata 3,32 metri sopra il percorso di gara. Il concorrente a cavallo (alkaro) galoppa lungo il tracciato e tenta di colpire l'anello centrale con una lancia. A seconda della sezione dell'alka centrata, l'alkaro ottiene da uno a tre punti, mentre non vengono assegnati punti se il bersaglio viene mancato del tutto. Il torneo si svolge in tre turni.
Solo gli uomini nati nella città di Signo e villaggi circostanti (Sinjska krajina) possono prendere parte alla giostra e ciò è considerato un notevole privilegio. È ritenuto un grande onore anche divenire voivoda dell'Alka, titolo cerimoniale che rende comandante degli alkari, a cui solo gli uomini più meritevoli della Sinjska krajina possono aspirare.
È tuttavia riportato come numerosi capi di Stato abbiano partecipato in via eccezionale al torneo: nel 1818 il re di Dalmazia e imperatore d'Austria Francesco II, nel 1842 l'arciduca Francesco Carlo d'Asburgo-Lorena, nel 1875 l'Imperatore Francesco Giuseppe.
Storicamente, si ricorda l'episodio del bombardamento alleato di Signo durante lo svolgimento dell'Alka il 20 agosto 1944, nell'ambito delle operazioni legata alla Seconda guerra mondiale.